# Dolo (Etiopia)
Dolo, in passato nota anche come Dolo abissina per distinguerla dall'omonima parte della città in Somalia situata sull'altra sponda del fiume Daua Parma alla confluenza del Ganale Doria (da cui nasce il fiume Giuba), è una città di confine nel sud-est dell'Etiopia, situata nella zona di Liben della regione dei Somali, a 30 chilometri dal confine tra l'Etiopia e la Somalia. Il fiume Mena scorre a nord-est.

## Storia
Una delle prime menzioni registrate di Dolo risale al 1896-1897 durante la campagna del fitawrari Habte Giyorgis contro i Borana, dove fondò guarnigioni militari nella regione. Dolo era uno dei mercati sulla rotta commerciale che si estendeva da Bardera attraverso Lugh (nell'odierna Somalia) fino a Ghimir.
Il maresciallo Rodolfo Graziani iniziò il suo attacco nella seconda guerra italo-abissina occupando Dolo abissina il 4 ottobre 1935. Il 30 dicembre 1935, per rappresaglia in seguito all'uccisione di Tito Minniti, gli italiani bombardarono l'ospedale della Croce Rossa gestito da svedesi, uccidendo circa 20-30 persone. L'Italia iniziò poi la sua grande invasione verso nord la notte tra il 10 e 11 gennaio 1936 e Dolo fu una delle basi da cui venne lanciata la battaglia del Ganale Doria. Nel marzo 1941, durante la seconda guerra mondiale, il 1º Battaglione del Reggimento Costa d'Oro catturò a Dolo la 20ª Brigata della 101ª Divisione coloniale italiana, il cui comandante, il personale e 3.000 uomini si arresero dopo una breve resistenza.
Dolo è stata uno dei numerosi punti di confine dell'Ogaden dove si sono verificati pesanti combattimenti tra Somalia ed Etiopia durante i primi tre mesi del 1964. Nel dicembre 1972 l'azienda statunitense Tenneco Oil Co. scoprì un giacimento di gas naturale con una capacità di 35 piedi cubi (0,99 m³)   di gas al giorno a Dolo. Ciò ha portato a considerare "politicamente calda" la zona di confine tra Etiopia, Somalia e Kenya.

## Demografia
Il censimento del 1997 riportava che questa città aveva una popolazione totale di 20.762, di cui 10.948 uomini e 9.814 donne. Il gruppo etnico più numeroso segnalato in questa città era il somalo (97,97%). È il più grande insediamento del woreda di Dolo Ado.
Sulla base dei dati dell'Agenzia centrale di statistica nel 2005, questa città aveva una popolazione totale stimata di 30.970 abitanti, di cui 16.572 uomini e 14.398 donne.

## Trasporti
Dolo si trova sulla strada che collega Addis Abeba con Mogadiscio. Sono previsti collegamenti aerei per Addis Abeba dall'aeroporto di Dolo.